# Rudolf Harbig
Rudolf Harbig, né le 8 novembre 1913 à Dresde et mort le 5 mars 1944 à Olchowez (Ukraine), était un athlète allemand coureur de demi-fond, dont la spécialité était le 800 mètres. Le 15 juillet 1939, lors d'un match Italie - Allemagne à l'Arena de Milan, il bat le record de monde de la distance d'1 seconde et 80 centièmes, en 1'46"6, record qui tiendra 16 ans.
Il fait partie de ces athlètes se distinguant particulièrement, dans l'histoire de l'athlétisme, par l'écart entre leurs records du monde et les performances de leurs poursuivants, ainsi que par la durée de leurs records, comme par exemple Usain Bolt, Ron Clarke, Bob Beamon, Javier Sotomayor ou Armand Duplantis.
Il détint aussi les records du monde du 400 mètres en 46 s de 1939 à 1947, et du 1 000 mètres en 2 min 21 s 5 de 1941 à 1946.
Ses records personnels sur les distances dont il n'était pas spécialiste sont de 10 s 6 sur 100 m, 21 s 5 sur 200 m et 1 min 1 s 7 sur 500 m.
Il ne survécut pas à la Seconde Guerre mondiale, étant mort sur le front de l'est en défendant un pont avec son unité.

## Carrière
Rudolph Harbig a été découvert en 1934 à l'occasion des journées de « l'athlète inconnu », alors qu'il était âgé de 20 ans et courait le 800 m en 2 min 4 s.
Il sort dès les séries du 800 m aux Jeux olympiques de Berlin en 1936, victime d'une grippe intestinale.
Le 15 juillet 1939, sur la piste de 500 m de l'Arena de Milan, il bat le record du monde du 800 m en 1'46"6. Le record était détenu jusqu'alors par Sydney Wooderson en 1'48"4.
Entre août 1936 et septembre 1940 il gagne 46 fois d'affilée sur 800 m.
Au moment de sa mort, survenue le 5 mars 1944 sur le front de l'est en défendant un pont avec son unité, il détient trois records du monde, 400 mètres , 800 mètres et 1000 mètres.

## Palmarès

### Jeux olympiques
- Jeux olympiques 1936 à Berlin ( Allemagne)
  -  Médaille de bronze au relais 4 × 400 mètres (Allemagne)

### Championnats d'Europe
- Championnats d'Europe d'athlétisme 1938  à Paris ( France)
  -  Médaille d'or sur le 800 mètres.
  -  Médaille d'or au relais 4 × 400 mètres (Allemagne)